# 陈心菉
陳心菉（1890年—1951年8月24日），中華民國陸軍少將，大清福建省福州府人，陸軍大學畢業，黃埔陸軍軍官學校教官，第十九軍蔡廷鍇部第六十軍參謀長，國共內戰時受中共派遣至台灣進行策反失敗，1951年8月24日槍決於臺北市水源路。

## 生平

### 黃埔建軍
陳心菉，1890年生於福建省福州，中華民國成立後，參加粵軍第一師第四團，蔡廷鍇麾下，1924年初孫中山將粵軍改稱「建國粵軍」，5月始建黃埔陸軍軍官學校教官，陳心菉任黃埔陸軍軍官學校教官，第四團改為國民革命軍第四軍第十師沈光漢所部參與東征、北伐，1930年於中原大戰擊敗馮玉祥及閻錫山後擴編為十九路軍，陳心菉任第十九路軍第六十師參謀處長，在贛州進攻中共中央蘇區剿共 。

### 一二八事變
1931年九一八事變後，蔣中正下野，十九路軍調防上海，陳銘樞任京滬戍衛司令。1932年一二八事變，十九路軍即奮起迎戰抵抗，因而成為在全中國聲名大噪的抗日軍隊，號稱鐵軍。蔣中正復出後派中央軍第五軍增援上海，最後一二八事變以外交談判解決，第十九路軍則調往福建剿共。

### 閩變
第十九路軍福建剿共期間，蔡廷鍇堅決主張抗日到底，反對國民黨政府的不抵抗政策，不願繼續與紅軍作戰，1933年11月20日，蔡廷鍇與陳銘樞，蔣光鼐等人一起，發動了著名的福建事變，建立了中華共和國人民革命政府，蔣中正調八個師入閩，陳心菉所屬第六十師師長沈光漢宣示擁護南京中央，閩變平息，但第十九路軍被分散收編形同解散。

### 中共特工
1945年陳心菉少將退役返回故鄉福州市，1949年9月國共內戰後期，福州淪陷，福建省中國國民黨革命委員會何公敢勸誘陳心菉，由中共特務機構派遣入台，陳心菉在福州收留軍獸醫王兆熊，由於王兆熊妻兒以到台灣，王兆熊在福州至白犬島無法入台，委請謝渭髯區長協助申請入境証，1950年5月，陳心菉進入白犬島冒領王兆熊入境証，陳心菉即冒用王兆熊身分入台，銜命策反吳石、林蔚及吳鶴予，但陳心菉來台後，吳石案已遭破獲，因此無法行動。
1950年7月王兆熊到白犬島領入境証時，協辦人員告知入境証已由陳心菉代領，王兆熊不得已只好以中共防疫人員的身分入台，受新生感化教育四個月，相關單位發現王兆熊入境證係遭冒領之後積極偵辦，於1950年11月18日逮捕陳心菉，1951年6月軍法處以刺探軍情判處陳心菉十年徒刑，經總統簽核改判死刑，1951年8月24日槍決於臺北市水源路刑場。

## 紀念
2013年10月 北京西山國家森林公園的無名英雄廣場上立有無名英雄紀念碑，為紀念來台灣在1950年代被處決「隱避戰線烈士」而設立。陳心菉銘刻於紀念碑上，為中共國家安全部追認之中華人民共和國烈士。

## 爭議
台灣針對白色恐怖時期之冤假錯案進行平反，認為陳心菉案為冤案。然陳心菉家人都在福州隻身入台，且冒用他人身分，並坦承策反任務，應非冤假錯案。
1951年6月軍法處以刺探軍情為由判處陳心菉十年徒刑，經總統簽核：「陳犯擔任匪探判處死刑可也」，改判死刑。